# St. Maria, Petrus und Bernhard (Klosterlangheim)

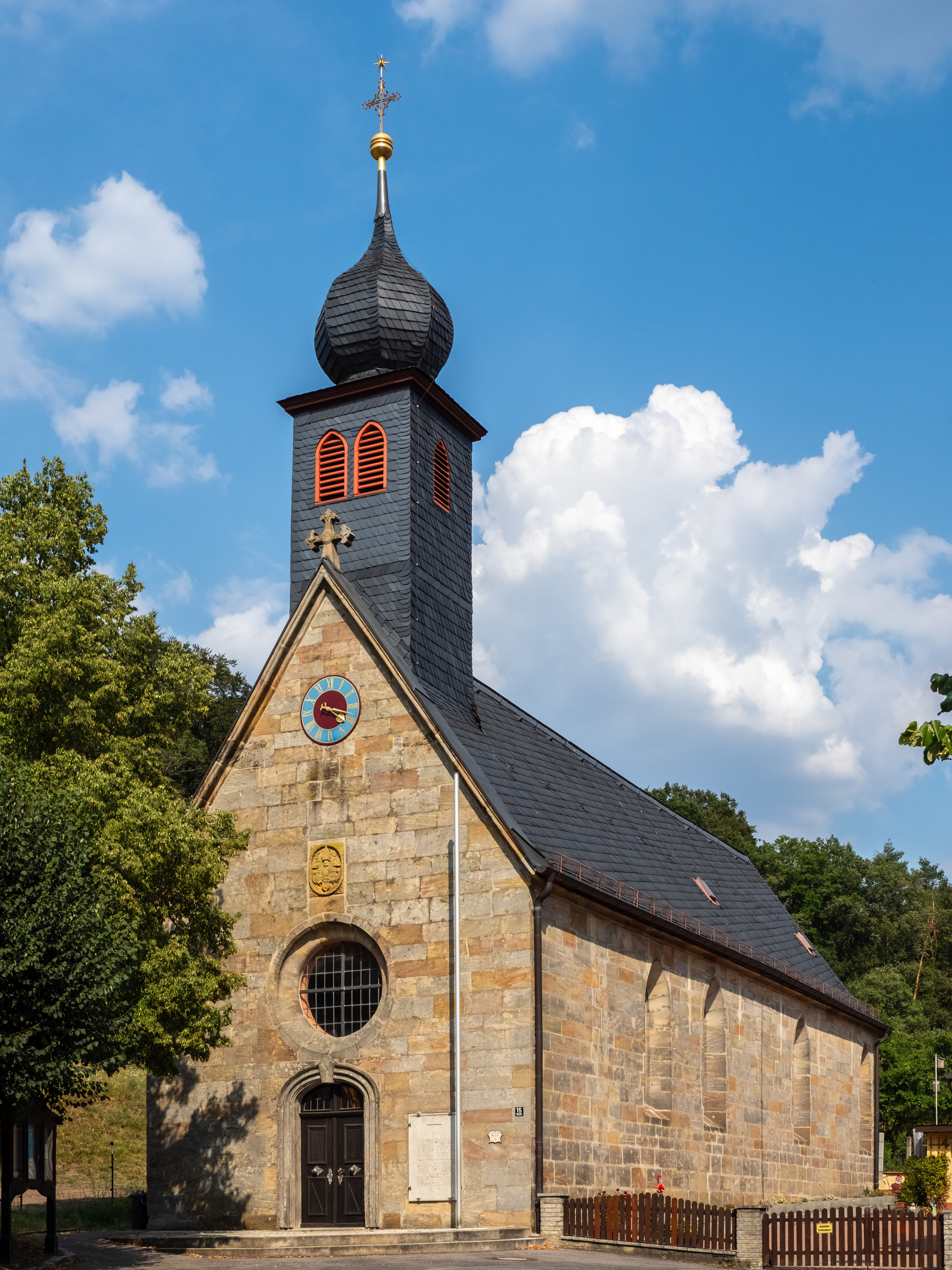
St. Maria, Petrus und Bernhard (Klosterlangheim)

Die römisch-katholische, denkmalgeschützte Filialkirche St. Maria, Petrus und Bernhard steht in Klosterlangheim, einem Stadtteil von Lichtenfels im Landkreis Lichtenfels (Oberfranken, Bayern). Das Bauwerk wurde 1624 errichtet. Die Kirchengemeinde gehört zur Pfarrei St. Andreas in Mistelfeld im Erzbistum Bamberg.

## Beschreibung
Die nachgotische Saalkirche aus Quadermauerwerk ließ 1624 das Kloster Langheim an Stelle eines Vorgängerbaus aus dem 13. Jahrhundert als Sepulturkapelle St. Michael errichten. Der Baumeister Hans von Rhessau stammte aus dem Umkreis des Giovanni Bonalino. Das Langhaus von sechs Jochen, aus dessen Satteldach sich im Westen ein quadratischer, mit einer Zwiebelhaube bedeckter Dachreiter erhebt, hat einen halbkreisförmig abgeschlossenen Chor im Osten. 
Ein Kreuzgewölbe überspannt den Innenraum. Der neugotische Hochaltar wurde 1906, die Kanzel im späten 18. Jahrhundert gebaut.